# Dvorjanskoe gnezdo (film 1969)
Dvorjanskoe gnezdo (Дворянское гнездо) è un film del 1969 diretto da Andrej Končalovskij, tratto dal romanzo Un nido di nobili di Ivan Turgenev.